# 周飞舟
周飞舟（1968年—），桓台县索镇北辛村人，北京大学社会学系教授、博士生导师。主要研究方向为发展社会学、经济社会学、中国社会史。

## 生平
1980年至1986年在桓台一中读初中和高中；1986年以淄博市文科状元身份考入北京大学社会学系，1990年本科毕业后，在北京市安定医院从事心理技师工作，1993年考入北京大学社会学系攻读硕士学位，1996年至2001年，在香港科技大学社会科学部攻读社会科学博士学位。毕业后在北京大学社会学系任教。

## 学术
主要研究课题为地方政府行为与城镇化。代表著作有《以利为利：财政关系与地方政府行为》。